# San-marinesische Fußballnationalmannschaft (U-19-Junioren)
Die san-marinesische U-19-Fußballnationalmannschaft ist eine Auswahlmannschaft san-marinesischer Fußballspieler. Sie untersteht der Federazione Sammarinese Giuoco Calcio und repräsentiert sie international auf U-19-Ebene, etwa in Freundschaftsspielen gegen Auswahlmannschaften anderer nationaler Verbände oder bei U-19-Europameisterschaften.
Seit 2002 nahm die Mannschaft an den Qualifikationen aller U-19-Europameisterschaften teil, konnte aber bislang noch kein Spiel gewinnen und sich nicht für eine U-19-EM qualifizieren.
Höhepunkte waren ein 1:1-Unentschieden gegen Albanien am 14. November 2001 in Soustons und ein 1:1 gegen Litauen am 18. September 2003 in Serravalle. Die höchste Niederlage erlebte man gegen Deutschland mit 10:0.
| Bilanz bei U-19-Europameisterschaften | Bilanz bei U-19-Europameisterschaften | Bilanz bei U-19-Europameisterschaften | Bilanz bei U-19-Europameisterschaften | Bilanz bei U-19-Europameisterschaften | Bilanz bei U-19-Europameisterschaften | Bilanz bei U-19-Europameisterschaften | Bilanz bei U-19-Europameisterschaften |
| Runde                                 | Spiele                                | Siege                                 | Remis                                 | Niederlagen                           | Tore                                  | Gegentore                             | Tordifferenz                          |
| ------------------------------------- | ------------------------------------- | ------------------------------------- | ------------------------------------- | ------------------------------------- | ------------------------------------- | ------------------------------------- | ------------------------------------- |
| 1. Runde                              | 059                                   | 0                                     | 2                                     | 57                                    | 9                                     | 281                                   | −272                                  |
| Gesamt                                | 059                                   | 0                                     | 2                                     | 57                                    | 9                                     | 281                                   | −272                                  |